# Liste der Monuments historiques in Saint-Nicolas-lès-Cîteaux
Die Liste der Monuments historiques in Saint-Nicolas-lès-Cîteaux führt die Monuments historiques in der französischen Gemeinde Saint-Nicolas-lès-Cîteaux auf.

## Liste der Immobilien
| Bezeichnung     | Beschreibung | Standort                      | Kennzeichnung | Schutzstatus | Datum | Bild           |
| --------------- | --- | ----------------------------- | ------------- | ------------ | ----- | -------------- |
| Kloster Cîteaux | Mutterkloster der zisterziensischen Orden, 1098 gegründet, nach der Französischen Revolution aufgehoben und als Nationalgut verkauft, ab 1842 Phalanstère und ab 1846 Gefängnis, seit 1898 Trappistenkloster; historischer Gebäudebestand weitgehend abgebrochen, erhalten: Dormitorium, Bibliothek, Abtshaus, 16. bis 18. Jahrhundert | nordwestlich des Ortes (Lage) | PA00112634    | Classé       | 1978  | weitere Bilder |

## Liste der Objekte
| Bezeichnung                                                                 | Beschreibung                                                                                          | Standort                  | Kennzeichnung | Schutzstatus | Datum | Bild |
| --------------------------------------------------------------------------- | --- | ------------------------- | ------------- | ------------ | ----- | ---- |
| Neun Gemälde: Porträts von Geistlichen                                      | Ensemble aus PM21002995 bis PM21003003                                                                | im Kloster Cîteaux (Lage) | PM21002983    | Classé       | 1997  |      |
| Gemälde Porträt von Bernhard von Rennes                                     | Ölfarbe auf Holz, Holzrahmen, Anfang des 17. Jahrhunderts; aus dem Kloster Clairvaux                  | im Kloster Cîteaux (Lage) | PM21002995    | Classé       | 1997  |      |
| Gemälde Porträt von Gonario II. von Torres                                  | Ölfarbe auf Holz, Anfang des 17. Jahrhunderts; aus dem Kloster Clairvaux                              | im Kloster Cîteaux (Lage) | PM21002996    | Classé       | 1997  |      |
| Gemälde Porträt von Goffred, Bischof von Sora                               | Ölfarbe auf Holz, Anfang des 17. Jahrhunderts; aus dem Kloster Clairvaux                              | im Kloster Cîteaux (Lage) | PM21002997    | Classé       | 1997  |      |
| Gemälde Porträt von Martino Cibo                                            | Ölfarbe auf Holz, Anfang des 17. Jahrhunderts; aus dem Kloster Clairvaux                              | im Kloster Cîteaux (Lage) | PM21002998    | Classé       | 1997  |      |
| Gemälde Porträt von Balduin von Clairvaux                                   | Ölfarbe auf Holz, 17. Jahrhundert; aus dem Kloster Clairvaux                                          | im Kloster Cîteaux (Lage) | PM21002999    | Classé       | 1997  |      |
| Gemälde Porträt von Konrad von Urach                                        | Ölfarbe auf Leinwand, Anfang des 17. Jahrhunderts; aus dem Kloster Clairvaux                          | im Kloster Cîteaux (Lage) | PM21003000    | Classé       | 1997  |      |
| Gemälde Porträt von Garnier de Rochefort                                    | Ölfarbe auf Leinwand, 17. Jahrhundert; aus dem Kloster Clairvaux                                      | im Kloster Cîteaux (Lage) | PM21003001    | Classé       | 1997  |      |
| Gemälde Porträt von Bernhard, Bischof von Nepi                              | Ölfarbe auf Holz, Anfang des 17. Jahrhunderts; aus dem Kloster Clairvaux                              | im Kloster Cîteaux (Lage) | PM21003002    | Classé       | 1997  |      |
| Gemälde Porträt des heiligen Adalgott                                       | Ölfarbe auf Holz, Anfang des 17. Jahrhunderts; aus dem Kloster Clairvaux                              | im Kloster Cîteaux (Lage) | PM21003003    | Classé       | 1997  |      |
| Siegel von François Trouvé                                                  | Bronze, 1748 gegossen                                                                                 | im Kloster Cîteaux (Lage) | PM21003281    | Classé       | 2014  |      |
| Skulpturengruppe Heiliger Nikolaus                                          | Aufsatz eines Prozessionsstabs; Holz, farbig gefasst und vergoldet, erste Hälfte des 19. Jahrhunderts | im Kloster Cîteaux (Lage) | PM21003935    | Inscrit      | 1991  |      |
| Gemälde Porträt von François Trouvé                                         | Ölfarbe auf Leinwand, 18. Jahrhundert                                                                 | im Kloster Cîteaux (Lage) | PM21003015    | Classé       | 1999  |      |
| Mitra von François Trouvé (1)                                               | Seide, bestickt, 18. Jahrhundert                                                                      | im Kloster Cîteaux (Lage) | PM21003016    | Classé       | 1999  |      |
| Mitra von François Trouvé (2)                                               | Seide, bestickt, 18. Jahrhundert                                                                      | im Kloster Cîteaux (Lage) | PM21003017    | Classé       | 1999  |      |
| Liturgische Strümpfe von François Trouvé                                    | Seide, 18. Jahrhundert                                                                                | im Kloster Cîteaux (Lage) | PM21003018    | Classé       | 1999  |      |
| Kelch und Patene                                                            | Silber, 17. und 19. Jahrhundert                                                                       | im Kloster Cîteaux (Lage) | PM21003019    | Classé       | 1999  |      |
| Teller                                                                      | Kupfer, versilbert, 17. Jahrhundert                                                                   | im Kloster Cîteaux (Lage) | PM21003020    | Classé       | 1999  |      |
| Tablett mit zwei Messkännchen                                               | Zinn, 17. Jahrhundert                                                                                 | im Kloster Cîteaux (Lage) | PM21003021    | Classé       | 1999  |      |
| Skulptur Madonna mit Kind                                                   | Holz, weiß gefasst, 18. Jahrhundert; aus dem Kloster Signy                                            | im Kloster Cîteaux (Lage) | PM21003022    | Classé       | 1999  |      |
| Gemälde Heilige Lutgard von Tongern                                         | Ölfarbe auf Leinwand, vergoldeter Holzrahmen, 17. Jahrhundert                                         | im Kloster Cîteaux (Lage) | PM21003010    | Classé       | 1999  |      |
| Gemälde Porträt von Claude Vaussin                                          | Ölfarbe auf Leinwand, 17. Jahrhundert                                                                 | im Kloster Cîteaux (Lage) | PM21003011    | Classé       | 1999  |      |
| Gemälde Der heilige Bernhard verfasst ‚De consideratione ad Eugenium Papam‘ | Ölfarbe auf Leinwand, 18. Jahrhundert                                                                 | im Kloster Cîteaux (Lage) | PM21003012    | Classé       | 1999  |      |
| Gemälde Porträt des heiligen Bruno von Köln                                 | Ölfarbe auf Leinwand, vergoldeter Holzrahmen, 18. Jahrhundert                                         | im Kloster Cîteaux (Lage) | PM21003013    | Classé       | 1999  |      |
| Gemälde Porträt von Nicolas Larcher                                         | Ölfarbe auf Leinwand, vergoldeter Holzrahmen, 18. Jahrhundert                                         | im Kloster Cîteaux (Lage) | PM21003014    | Classé       | 1999  |      |